# Astorg de Canillac
Pour les articles homonymes, voir Astorg.
Astorg de Canillac ou Astorg de Canilhac, mort en 1191, était un religieux français. Il fut notamment abbé de l'abbaye Saint-Victor de Marseille de 1181 à sa mort en 1191.

## Biographie
Astorg de Canillac est né certainement dans le château de Canilhac, château principal de sa famille. La maison de Canilhac était une famille noble très puissante du Gévaudan, installée aux confins du Gévaudan et du Rouergue. Cette maison a fourni trois abbés à l'abbaye d'Aniane aux XIe et XIIe siècle.
La maison est très proche de la maison vicomtale de Millau dont deux membres furent abbés de Saint-Victor (Bernard de 1065 à 1079 et Richard de 1079 et 1106), mais aussi de celle de Séverac, d'où est issu Déodat, abbé en 1179 et 1180. 
Contrairement à ses deux prédécesseurs, Astorg de Canillac resta dix ans à la tête de l'abbaye marseillaise. Son magistère est peu connu. Il semble qu'il ait cherché à retrouver la puissance temporelle de l'abbaye vis-à-vis des comtes de Provence. 
Il est souvent trouvé dans les textes sous le nom d'Astorgius.